# Situacionistička internacionala
Situacionistička internacionala (SI) bila je mala međunarodna skupina političkih i umjetničkih agitatora ukorijenjenih u marksizmu, anarhizmu i umjetničkoj avangardi s početka 20. stoljeća (dadaizmu, nadrealizmu i slično). Osnovana je 1957. s ciljem radikalne društvene promjene. Tijekom 1960-ih se dijeli na nekoliko manjih skupina. Pripadnici SI nazivaju se situacionisti.  Naziv situacionizam potječe od riječi situacija, jer su oni smatrali da je najvažnija promjena, revolucija svakodnevnog života, a to se postiže svjesnim stvaranjem željenih situacija. 
Dana 27. travnja 1957. održana je osnivačka konferencija Situacionističke internacionale u Cosio d’Arroscia u Italiji. Konferenciji je prisustvovalo osam muškaraca i žena iz više europskih zemalja. Neki od osnivača SI došli su iz radikalnih umjetničkih grupa koje su nastale oko 1950. ali su još uvek bile slabo poznate (COBRA, nazvana po magazinu sjevernoeuropske (Kopenhagen-Bruxelles-Amsterdam) skupine eksperimentalnih umjetnika; i članova Letrističke Internacionale iz Pariza).
Za više od 10 godina postojanja SI je imala oko 70 članova. Neki od njih bili su Guy Debord, Michéle Bernstein, Christopher Gray, Jaqueline de Jong, Asger Jorn, Dieter Kunzelmann, Giuseppe Pinot-Gallizio, Alexander Trocci i Raoul Vaneigem.
Dugujući jednako nadrealistima i Dadi koliko i Marxu i Bakunjinu, situacionističko je polazište bilo da je izvorni pokret radničke klase bio razbijen od strane buržuja na zapadu i boljševika na istoku; radničke organizacije kao što su sindikati i ljevičarske političke partije su se prodale svjetskom kapitalizmu; štoviše, kapitalizam bi mogao sada prisvojiti čak i najradikalnije lijeve ideje i sigurno ih vratiti, u obliku neškodljivih ideologija iskorištenih protiv radničke klase koje bi trebalo da one predstavljaju. 
Događaji u Parizu u svibnju 1968. bili su pod utjecajem i situacionističkih ideja. Prema njihovom viđenju, to je bilo obnavljanje Pariške komune, do današnjih dana posljednji pokušaj stvaranja "slobodnog društva" u Europi. SI je prema nekima bila od velikog značaja, kako na teoretskom tako i na praktičnom planu, donijevši suvremenu i živu kritiku tadašnjeg/sadašnjeg društva (i prijedlog i pokušaj njegovog prevladavanja) u libertarijanski pokret izmučen istočnim i zapadnim izdajama, i zastarjelom retorikom dobrog dijela anarhističkog pokreta.

## Vanjske poveznice
- Situacionistička internacionala  Arhivirana inačica izvorne stranice od 5. listopada 2006. (Wayback Machine) (engleski)
- Tekstovi Situacionističke internacionale(engleski)
- Biro javnih tajni (engleski)